# Academia Europea
Ne doit pas être confondu avec Academia Europaea.
L'Academia Europea est une école de langues vivantes étrangères implantée au Mexique et dans plusieurs pays d'Amérique centrale et de la Caraïbe. Cette « institution » créée en 1970 a pour objet de développer la formation de professionnels dans les principales langues en présence en Europe et en Amérique latine.

## Enseignements
Selon l’Academia Europea, plus de 17 000 étudiants y ont obtenu un diplôme dans différentes langues (anglais, français, néerlandais, allemand, portugais, espagnol et mandarin). 
La  méthode d’enseignement a initialement été conçue (en 1970)  par le premier directeur, Ricardo Wauthion, pour les volontaires du Peace Corps ayant besoin de rapidement apprendre une langue pour remplir leurs fonctions à l'étranger.

## Ne pas confondre avec
- Academia Europea de Andrología (Académie européenne d'Andrologie)
- Academia Europea de los Expertos y Profesionales privados y públicos en Turismo (Académie européenne du tourisme)
- Académie européenne des arts
- Académie européenne des sciences
- Academia Europaea